# Сапунов, Даниил Владимирович
Даниил Владимирович Сапунов (род. 5 апреля 1982 года в Запорожье) — профессиональный казахстанский (с 2002 по 2009 годы) и украинский (до 2002 года и с 2010 года) триатлонист; с 2002 года также занимается тренерской деятельностью.

## Биография
Изначально Сапунов занимался плаванием (1988—1996), стал кандидатом в мастера спорта, а триатлоном начал заниматься с 1997 года.
Сапунов является трёхкратным участником Олимпийских игр (Афины 2004: 17-й за Казахстан, Пекин 2008: 21-й за Казахстан; Лондон 2012: 42-й за Украину). В частности именно из-за неудачного выступления на Олимпиаде 2008 года, по словам Сапунова, он решил вернуться на Украину. Сапунов также представлял Казахстан на Азиатских играх 2006 года в Дохе, где завоевал бронзу.
За 11 лет, с 2000 по 2010 год, Сапунов принял участие в 95 соревнованиях под эгидой МСТ и 56 раз входил в топ-10, завоевал 13 золотых медалей. Он был лучшим украинским триатлонистом согласно рейтингу Men Olympic Ranking London 2012.
С 2008 по 2010 год Даниил Сапунов был женат на украинской триатлонистке Юлии Елистратовой. У спортсмена два высших образования: сначала он окончил факультет физвоспитания Запорожского национального университета, затем выучился на юриста в Запорожском юридическом институте.
10 апреля 2020 года Антидопинговая программа IRONMAN® объявила, что в результате внесоревновательного тестирования было выявлено нарушение антидопинговых правил со стороны Сапунова. Спортсмен получил четырёхлетнюю дисквалификацию.